# Santa Magdalena d'Esplugues
L'església de Santa Magdalena és un temple parroquial d'Esplugues de Llobregat (Baix Llobregat). Va ser construït l’any 1864 en estil eclèctic, sobre una anterior d’estil gòtic, emplaçada al seu torn a la ubicació d’una capella romànica. Pertany a la diòcesi de Sant Feliu de Llobregat.
Aquest immoble està inscrit com a bé cultural d'interès local (BCIL) en l’Inventari del Patrimoni Cultural català amb el codi IPA-18903.

## Descripció
És un edifici d'una nau amb capelles laterals construïdes entre els contraforts. A la façana s'obre una rosassa de vidres acolorits. Porta amb llinda i un timpà de mig punt. Al costat esquerre s'alça el campanar, quadrat, amb quatre finestrals de mig punt, amb l'esfera del rellotge davant i un cimal de ferro per sostenir les campanes. L'obra és tota de maçoneria.

## Història
Està emplaçada en els alous que foren antigament propietat del Monestir de Sant Pere de les Puelles. La trobem ja documentada al s. XI amb el nom de Capella de Santa Magdalena. Al s. XVI fou engrandida, alçant-se el campanar i la nova rectoria. Reconstruïda diverses vegades, no hi ha restes de les antigues construccions. L'església actual està emplaçada al mateix lloc que les altres dues. Fou refeta entre el 1863 i 1869. Reconstruïda l'any 1939, les obres de decoració interior i la nova rectoria s'allarguen fins al 1945.